# Liste der Biografien/Sv
Liste der Biografien |
Portal Biografien |
Personensuche
# |
A |
B |
C |
D |
E |
F |
G |
H |
I |
J |
K |
L |
M |
N |
O |
P |
Q |
R |
S |
T |
U |
V |
W |
X |
Y |
Z |
?
 
Sa |
Sb |
Sc |
Sd |
Se |
Sf |
Sg |
Sh |
Si |
Sj |
Sk |
Sl |
Sm |
Sn |
So |
Sp |
Sq |
Sr |
Ss |
St |
Su |
Sv |
Sw |
Sy |
Sz
Die Liste der Biografien führt alle Personen auf, die in der deutschsprachigen Wikipedia einen Artikel haben. Dieses ist eine Teilliste mit 487 Einträgen von Personen, deren Namen mit den Buchstaben „Sv“ beginnt.

## Sv

### Sva
- Šváb, Antonín (1932–2014), tschechoslowakischer Radrennfahrer
- Sváb, Dániel (* 1990), ungarischer Fußballspieler
- Švab, Gašper (* 1986), slowenischer Radrennfahrer
- Švab, Luka (* 1991), slowenischer Naturbahnrodler
- Švab, Miha (* 1984), slowenischer Radrennfahrer
- Svabek, Roman E. (* 1976), österreichischer Tanzlehrer, Inhaber der Tanzschule Svabek, Zeremonienmeister des Wiener Opernballs
- Švábíková, Amálie (* 1999), tschechische Stabhochspringerin
- Švábíková, Tereza (* 2000), tschechische Badmintonspielerin
- Švabinský, Max (1873–1962), tschechischer Maler und Grafiker
- Svabo, Jens Christian (1746–1824), erster Gelehrter, der sich mit der färöischen Sprache beschäftigte
- Šváby, Daniel (* 1951), slowakischer Jurist und Richter am Europäischen Gerichtshof
- Svačić, Petar († 1097), König von Kroatien (1093–1097)Petar Svačić († 1097)

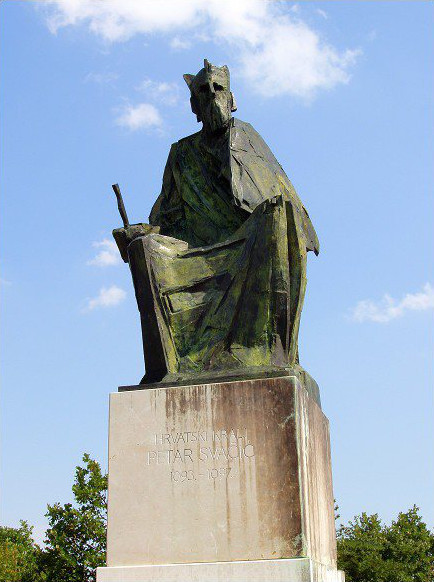
Petar Svačić († 1097)

- Svae, Christoffer (* 1982), norwegischer Curler
- Sværen, Jørn H. (* 1974), norwegischer Liedtexter, Schriftsteller, Übersetzer und Verleger
- Švagerko, Martin (* 1967), slowakischer Skispringer
- Svahn, Ingvar (1938–2008), schwedischer Fußballspieler
- Svahn, Linn (* 1999), schwedische Skilangläuferin
- Svahnström, Bertil (1907–1972), schwedischer Journalist, Autor und Persönlichkeit der Friedensbewegung
- Svahnström, Malin (* 1980), schwedische Schwimmerin
- Svajda, Trevor (* 2006), US-amerikanischer Tennisspieler
- Svajda, Zachary (* 2002), US-amerikanischer Tennisspieler
- Švajger, Darja (* 1965), slowenische Popsängerin
- Švajlen, Ľubomír (* 1964), slowakischer Handballspieler
- Svajlen, Michal (* 1989), Schweizer Handballspieler
- Sval (* 1998), norwegische Sängerin
- Svala Björgvinsdóttir (* 1977), isländische Sängerin
- Svaland, Jon Kristian (* 1979), norwegischer Biathlet
- Svalastoga, Kaare (1914–1997), aus Norwegen stammender dänischer Soziologe und Hochschullehrer
- Svalina, Fabijan (* 1971), kroatischer Geistlicher, römisch-katholischer Bischof von Syrmien
- Švaljek, Sandra (* 1970), kroatische Wirtschaftswissenschaftlerin und Politikerin
- Svampa, Domenico (1851–1907), italienischer Geistlicher, Erzbischof von Bologna und Kardinal
- Svan, Gunde (* 1962), schwedischer Skilangläufer
- Svan, Julia (* 1993), schwedische Skilangläuferin
- Svan, Lasse (* 1983), dänischer HandballspielerLasse Svan (* 1983)

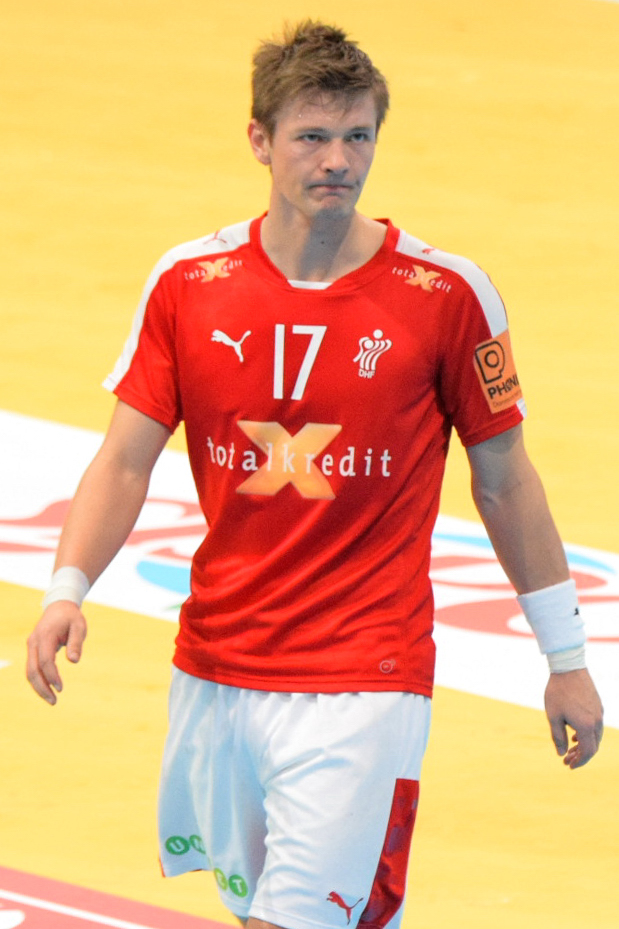
Lasse Svan (* 1983)

- Svanbäck, Fredrik (* 1979), finnischer Fußballspieler
- Svanberg, Carl-Henric (* 1952), schwedischer Unternehmer
- Svanberg, John (1881–1957), schwedischer Langstreckenläufer
- Svanberg, Mattias (* 1999), schwedischer Fußballspieler
- Svanberg, Max Walter (1912–1994), surrealistischer schwedischer Maler und Grafiker
- Svanberg, Ola (* 1985), schwedischer Eishockeyspieler
- Svanberg, Olavi (1941–2002), finnischer Ski-Orientierungsläufer
- Svanberg, Sune (* 1943), schwedischer Atomphysiker
- Švancer, Matěj (* 2004), tschechisch-österreichischer Freestyle-Skisportler
- Švancerová, Lucie (* 1986), tschechische Skeletonpilotin
- Švanda, Ladislav (* 1959), tschechoslowakischer Skilangläufer
- Svandís Dóra Einarsdóttir (* 1984), isländische Schauspielerin
- Svandís Svavarsdóttir (* 1964), isländische Politikerin (Links-Grüne Bewegung)
- Švandová, Jana (* 1947), tschechische Schauspielerin
- Švandrlík, Miloslav (1932–2009), tschechischer Schriftsteller
- Svane, Aksel (1898–1991), dänischer Jurist, Beamter und Landsfoged in Grönland
- Svane, Frederik (* 2004), dänischer Schachspieler
- Svane, Jess (* 1959), grönländischer Politiker (Siumut)
- Svane, Rasmus (* 1997), dänischer SchachspielerRasmus Svane (* 1997)

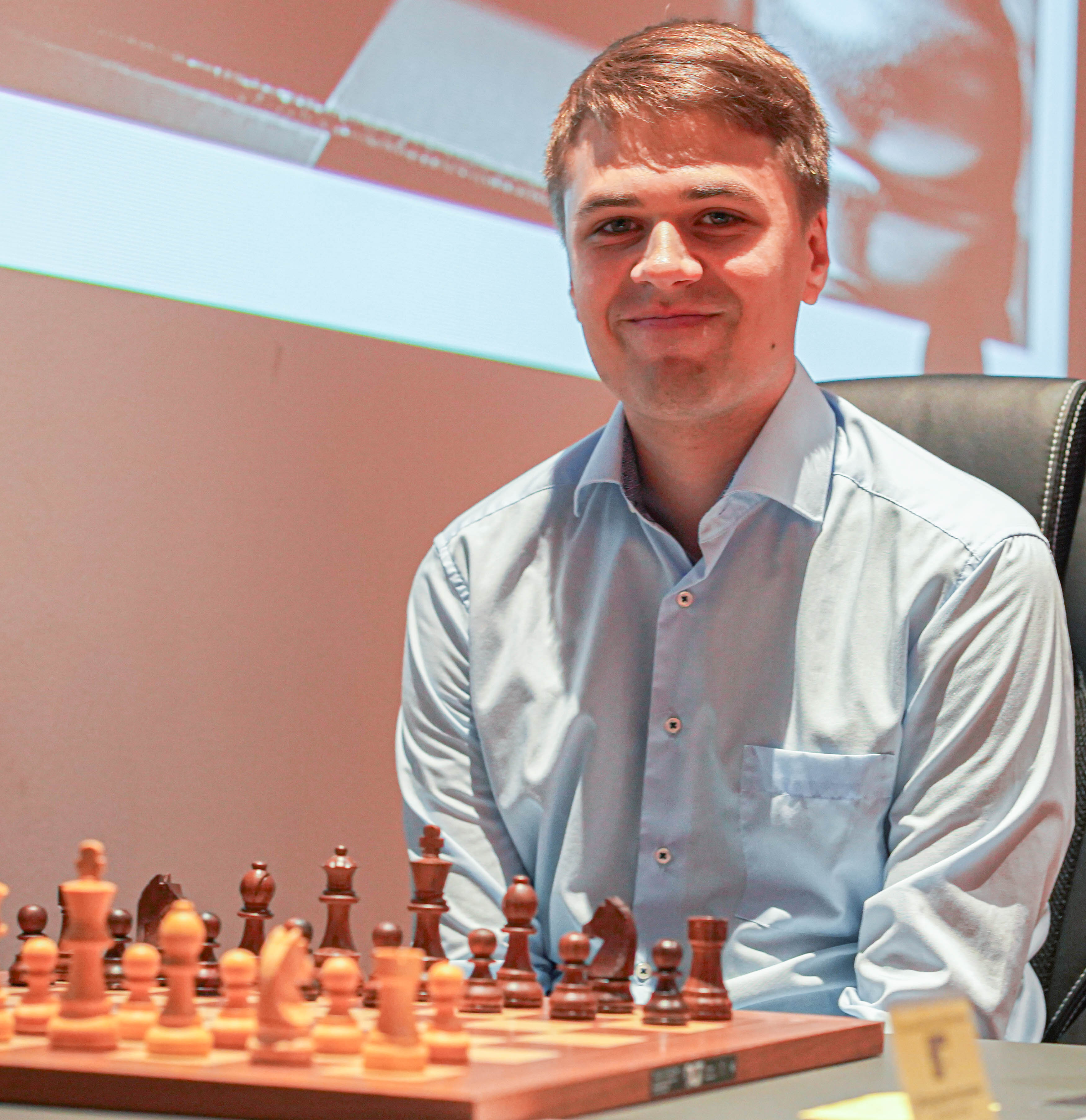
Rasmus Svane (* 1997)

- Svane, Troels (* 1967), dänischer Cellist
- Svanebo, Anders (* 1984), schwedischer Skilangläufer und Triathlet
- Svanebo, Andreas (* 1983), schwedischer Triathlet, Skilangläufer und Bergläufer
- Svanholm, Set (1904–1964), schwedischer Opernsänger (Tenor) und Opernintendant
- Švankmajer, Jan (* 1934), tschechischer surrealistischer Filmemacher, Poet, Zeichner und Objektkünstler
- Svanström, Kurt (1915–1996), schwedischer Fußballspieler
- Svantenius, Enoch (1576–1624), deutscher lutherischer Geistlicher
- Svantenius, Enoch (1618–1674), deutscher lutherischer Theologe
- Svantenius, Enoch (1652–1717), Pädagoge und Dichter
- Svantesson, Elisabeth (* 1967), schwedische Politikerin
- Svantesson, Tobias (* 1963), schwedischer Tennisspieler
- Svarauskas, Paulius (* 1994), litauischer Dreispringer
- Švarc, Bohumil (1926–2013), tschechischer und tschechoslowakischer Schauspieler, Hörspiel- und Synchronsprecher sowie Hörfunk- und Fernsehmoderator
- Švarc, Jaroslav (1914–1942), tschechoslowakischer Soldat
- Švarc, Ladislav (* 1978), slowakischer Tennisspieler
- Svarčić, Ante (* 1938), jugoslawischer Architekt
- Svärd Jacobsson, Melker (* 1994), schwedischer Stabhochspringer
- Svärd, Gunilla (* 1970), schwedische Orientierungsläuferin
- Svärd, Nils (1908–2001), schwedischer Skilangläufer
- Svärd, Oskar (* 1976), schwedischer Skilangläufer
- Svärd, Sebastian (* 1983), dänischer Fußballspieler
- Svärdström, Elisabeth (1909–2007), schwedische Runologin
- Svarez, Carl Gottlieb (1746–1798), preußischer Jurist und Justizreformer
- Svarinská, Kristína (* 1989), slowakische Schauspielerin
- Svarinskas, Alfonsas (1925–2014), litauischer katholischer Priester, Dissident und Politiker, Mitglied des Seimas
- Svarnas († 1269), Fürst von Halicz
- Švarný, Ivan (* 1984), slowakischer Eishockeyspieler
- Švarný, Oldřich (1920–2011), tschechischer Sinologe und Phonetiker
- Svarrer, Henrik (* 1964), dänischer Badmintonspieler
- Svart, Maria, amerikanische Aktivistin und Parteivorsitzende
- Svarte, Askr (* 1991), russischer Traditionalist, Philosoph, Lektor und Aktivist
- Svartedal, Jens Arne (* 1976), norwegischer Skilangläufer
- Svartholm, Gottfrid (* 1984), schwedischer Mitgründer von The Pirate BayGottfrid Svartholm (* 1984)

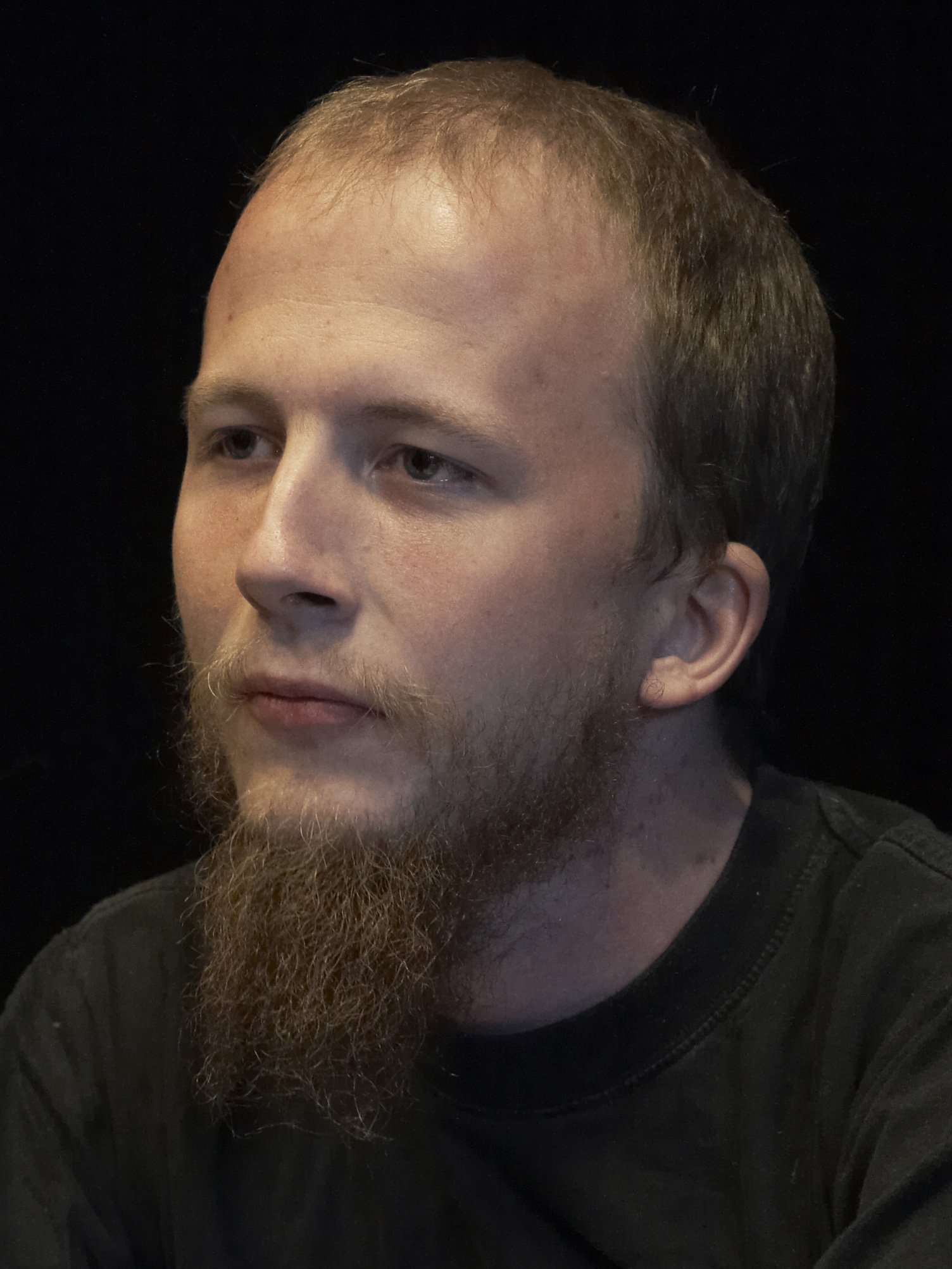
Gottfrid Svartholm (* 1984)

- Svartvadet, Per (* 1975), schwedischer Eishockeyspieler und -funktionär
- Svartveit, Morten (* 1978), norwegischer Schauspieler
- Svartz, Nanna (1890–1986), schwedische Medizinerin und Hochschullehrerin
- Svasznek, Bence (* 1975), ungarischer Eishockeyspieler und -trainer
- Svátek, František (* 1945), tschechischer Techniker und Bildhauer
- Svátek, Oleg (1888–1941), tschechischer General und Widerstandskämpfer
- Svatíková, Laura (* 1994), slowakische Tennisspielerin
- Svatmarama, Autor der Hatha Yoga Pradipika
- Svätojánsky, Peter (* 1977), slowakischer Skibergsteiger
- Svatopluk († 1109), böhmischer Fürst
- Svatopluk († 894), dritter Herrscher des Großmährischen Reichs
- Svatopluk II., großmährischer Adeliger, Herrscher des Neutraer Fürstentums
- Svatoš, Marek (1982–2016), slowakischer Eishockeyspieler
- Svatoš, Ondřej (* 1993), Tscheche Unihockeyspieler
- Svatožizňa, Ehefrau König Svatopluks I.
- Svava Björnsdóttir (* 1952), isländische Bildhauerin
- Svava Jakobsdóttir (1930–2004), isländische Schriftstellerin und Politikerin
- Svava Rós Guðmundsdóttir (* 1995), isländische Fußballspielerin
- Svava, Sofie (* 2000), dänische FußballspielerinSofie Svava (* 2000)

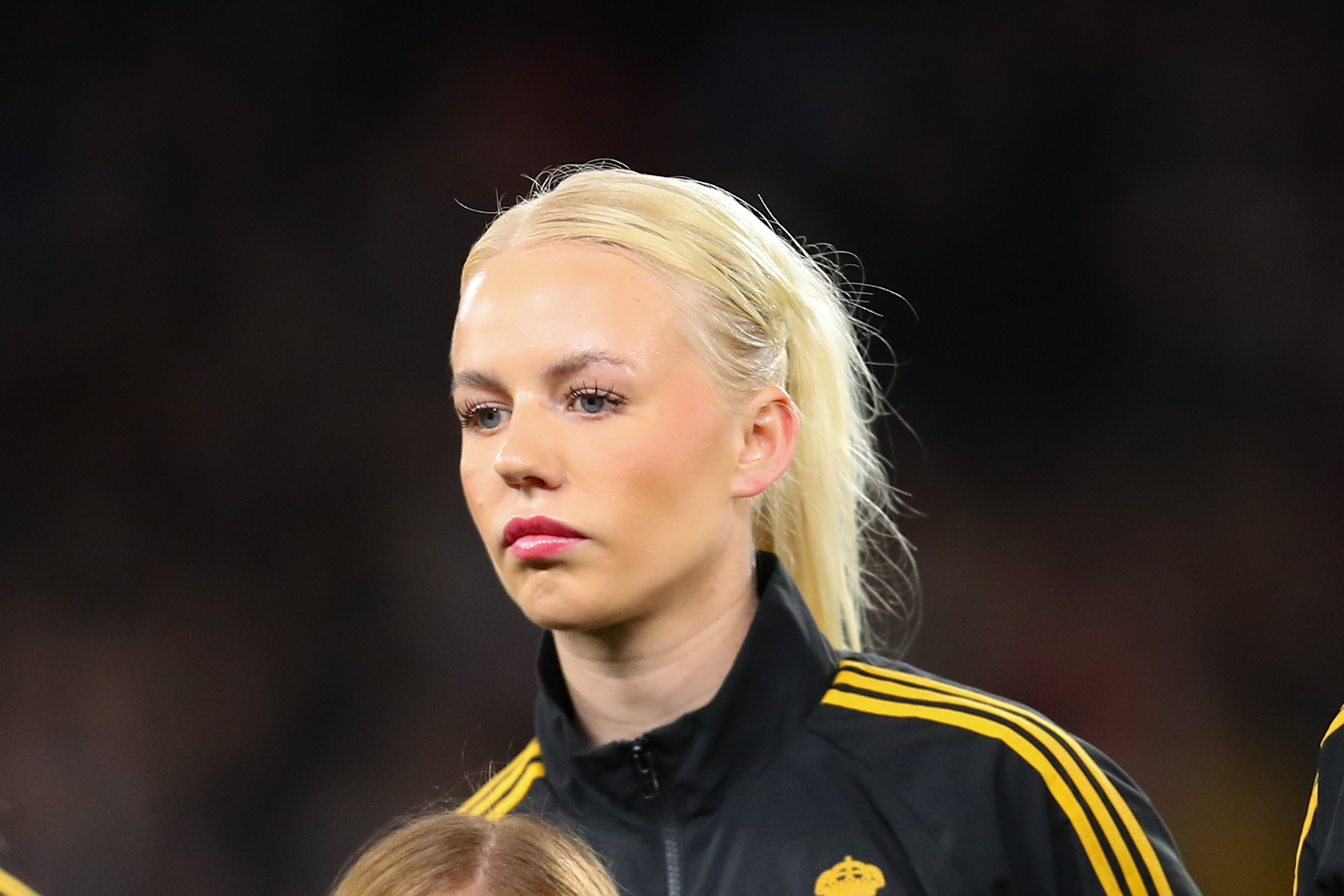
Sofie Svava (* 2000)

- Svavar Guðnason (1909–1988), isländischer expressionistischer Maler und Mitglied der Künstlervereinigung CoBrA
- Svavar Knútur, isländischer Singer-Songwriter
- Svazek, Marlene (* 1992), österreichische Politikerin (FPÖ)Marlene Svazek (* 1992)

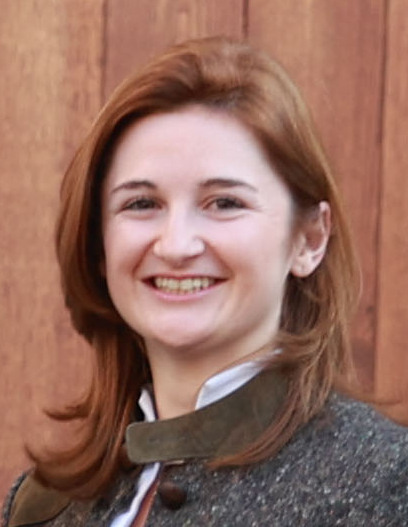
Marlene Svazek (* 1992)

### Sve
- Sve, Frank Edvard (* 1968), norwegischer Politiker

#### Sveb
- Svebilius, Olof (1624–1700), schwedischer lutherischer Theologe und Erzbischof von Uppsala

#### Svec
- Svec, Anna (* 1992), österreichische Politikerin
- Švec, Emil (1925–2010), tschechoslowakischer Flüchtling
- Svec, Karl (1949–2016), österreichischer Perkussionist
- Švec, Marek (* 1973), tschechischer Ringer
- Švec, Martin (* 1994), tschechischer Squashspieler
- Švec, Michal (* 1987), tschechischer Fußballspieler
- Svećenski, Louis (1862–1926), kroatisch-amerikanischer Bratschist, Geiger und Musikpädagoge
- Svechnikova, Anastasiya (* 1992), usbekische Speerwerferin
- Sveçla, Xhelal (* 1970), kosovarischer Politiker
- Švecová, Jana (* 1997), tschechische Sportkletterin
- Švecovs, Pāvels (* 1994), lettischer Pentathlet

#### Sved
- Švéda, Jan (1931–2007), tschechoslowakischer Ruderer
- Švedas, Gintaras (* 1964), litauischer Jurist, Professor, stellv. Justizminister
- Švedas, Romas (* 1970), litauischer Jurist
- Švedas, Vladislavas (* 1944), russisch-litauischer Politiker, Mitglied des Seimas
- Svedberg, Hans (1931–2012), schwedischer Eishockeyspieler
- Svedberg, Hillevi (1910–1990), schwedische Architektin
- Svedberg, Niklas (* 1989), schwedischer Eishockeytorwart
- Svedberg, Rudolf (1910–1992), schwedischer Ringer
- Svedberg, Ruth (1903–2002), schwedische Leichtathletin
- Svedberg, The (1884–1971), schwedischer Chemiker, Nobelpreis für Chemie (1926)
- Svedberg, Viktor (* 1991), kasachisch-schwedischer Eishockeyspieler
- Svedelid, Olov (1932–2008), schwedischer Autor
- Svedin, Ada (1894–1975), deutsche Schauspielerin
- Svedin, Helen (* 1976), schwedisches Fotomodell
- Svedin-Thunström, Anna (* 1992), schwedische Biathletin und Skilangläuferin

#### Svee
- Sveen, Simen Andreas (* 1988), norwegischer Skilangläufer

#### Sveg
- Svegler, Siri (* 1980), schwedische Schauspielerin, Sängerin und Musikerin
- svegliaginevra (* 1991), italienische Indie-Sängerin und Cantautrice
- Švėgžda von Bekker, Martynas (* 1967), litauischer Geiger und Musikpädagoge
- Švėgžda, Justinas (* 1996), litauischer Politiker

#### Sveh
- Švehla, Antonín (1873–1933), tschechoslowakischer Politiker
- Švehla, Róbert (* 1969), slowakischer Eishockeyspieler
- Švehlík, Alois (1939–2025), tschechischer Schauspieler und Synchronsprecher
- Švehlík, Ján (* 1950), tschechoslowakischer Fußballspieler
- Švehlík, Vladimír (* 1963), tschechoslowakischer Radrennfahrer
- Sveholm, Pertti (* 1953), finnischer Schauspieler

#### Svei
- Sveinbjörn Beinteinsson (1924–1993), isländischer Priester des Neopaganismus und Schriftsteller
- Sveinbjörn Pétursson (* 1988), isländischer Handballtorwart
- Sveinbjörn Sveinbjörnsson (1847–1927), isländischer Komponist und Pianist
- Sveinbjørnsdóttir Poulsen, Lív (* 2001), färöische Handballspielerin
- Sveindís Jane Jónsdóttir (* 2001), isländische FußballspielerinSveindís Jane Jónsdóttir (* 2001)

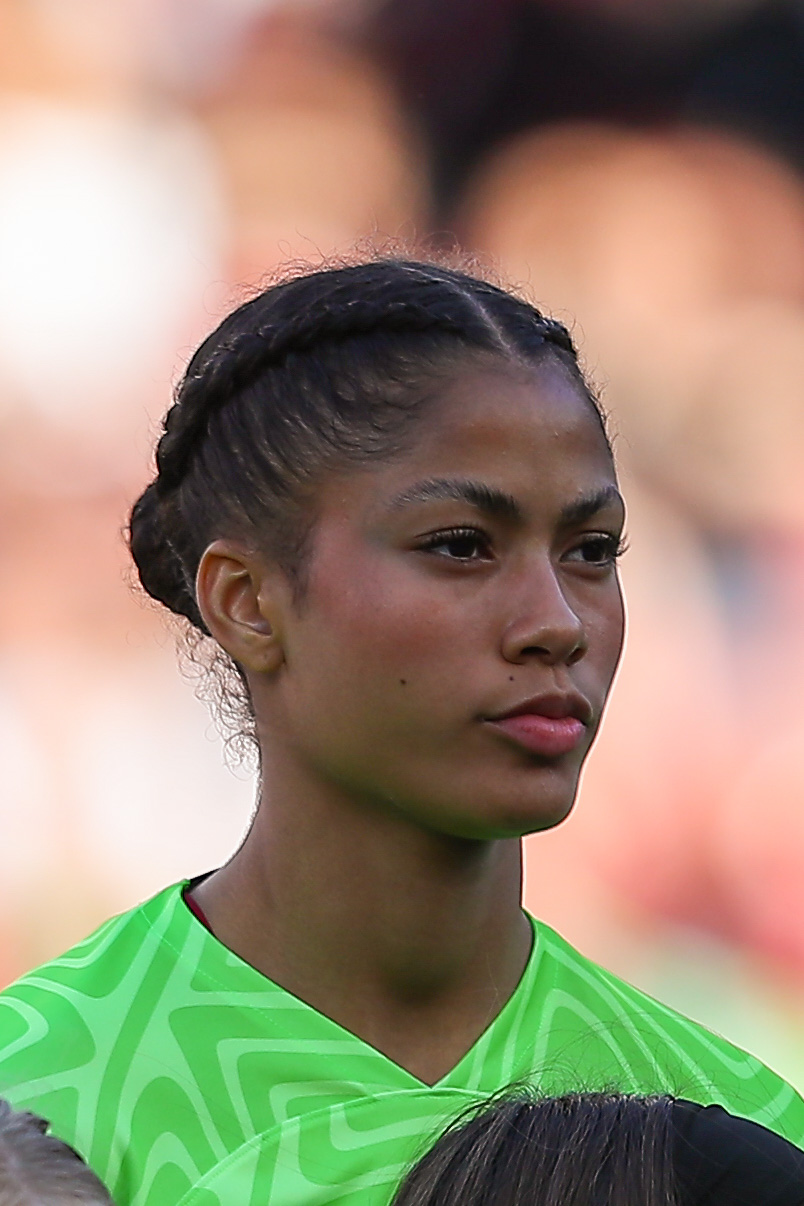
Sveindís Jane Jónsdóttir (* 2001)

- Sveinn Björnsson (1881–1952), erster Präsident Islands
- Sveinn Brynjólfsson (* 1975), isländischer Skirennläufer
- Sveinn Ingvarsson (1914–2009), isländischer Leichtathlet
- Sveinn Jóhannsson (* 1999), isländischer Handballspieler
- Sveinn Pálsson (1762–1840), isländischer Arzt und Naturforscher
- Sveinn Sölvason (* 1978), isländischer Badmintonspieler
- Sveistrup, Jakob (* 1972), dänischer Sänger und Musiker
- Sveistrup, Karl (1907–1988), deutscher Fußballspieler
- Sveistrup, Olaf (* 1932), deutscher Schauspieler bei Bühne und Fernsehen
- Sveistrup, Søren (* 1968), dänischer DrehbuchautorSøren Sveistrup (* 1968)

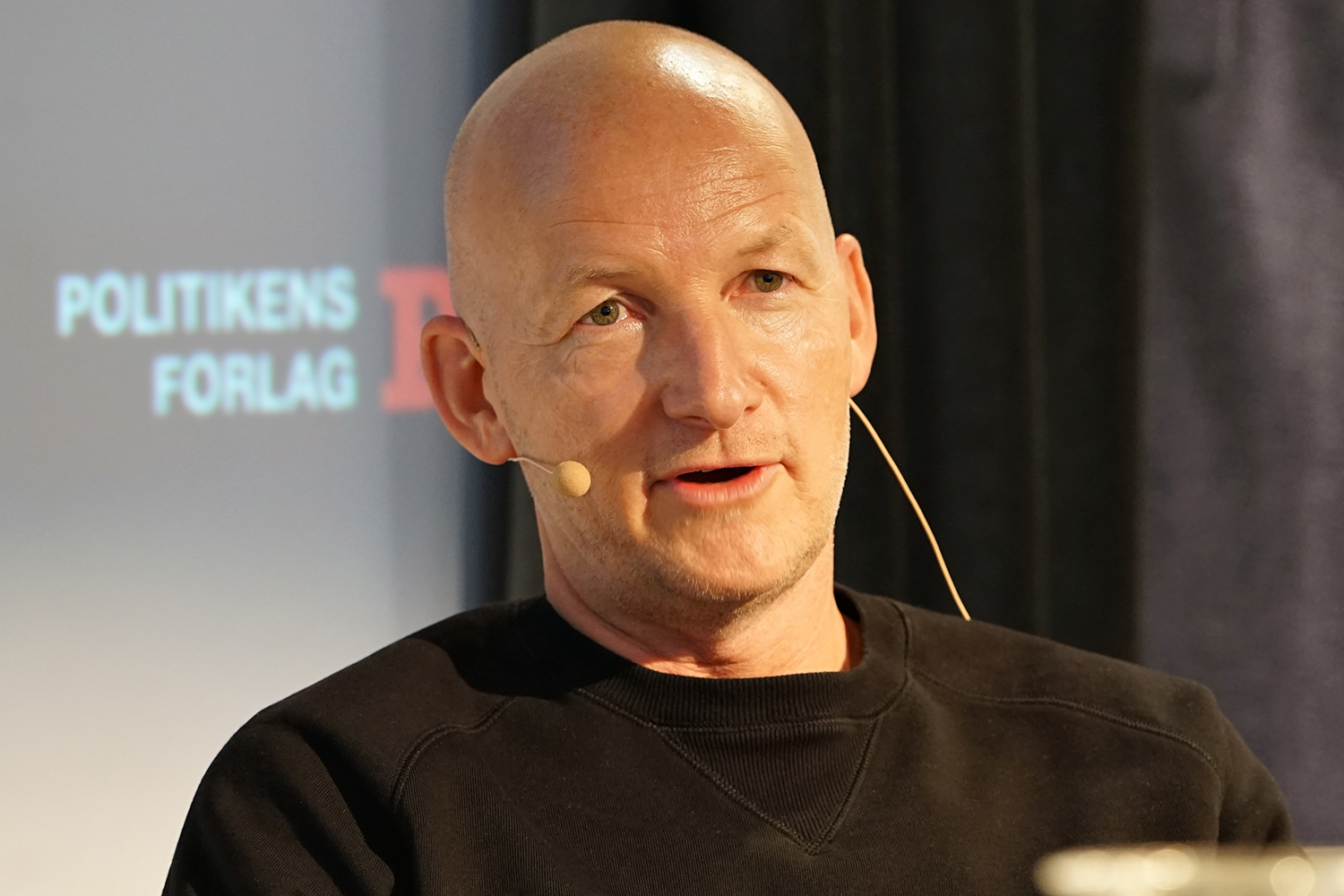
Søren Sveistrup (* 1968)

#### Svej
- Švejcar, Jiří (1926–2013), deutsch-slowakischer Humangenetiker
- Svejda, Felicitas (1920–2016), kanadische Botanikerin, Statistikerin und Genetikerin
- Švejda, Jiří (* 1985), tschechischer Eishockeyspieler
- Švejdík, Jaromír (* 1963), tschechischer Comiczeichner, Maler und Sänger
- Švejdík, Ondřej (* 1982), tschechischer Fußballspieler
- Svejenova, Silviya (* 1973), bulgarische Wirtschaftswissenschaftlerin
- Švejkovská, Bibiana (* 1985), slowakische Biathletin
- Svejkovský, Jaroslav (* 1976), tschechischer Eishockeyspieler und -trainer
- Švejnar, Jan (* 1952), tschechisch-amerikanischer Wirtschaftswissenschaftler
- Švejnoha, Martin (* 1977), tschechischer Fußballspieler
- Svejstrup, Ove (* 1978), dänischer Badmintonspieler

#### Svel
- Švel-Gamiršek, Mara (1900–1975), kroatische Schriftstellerin
- Svela, Per (* 1992), norwegischer Langstreckenläufer
- Sveland, Maria (* 1974), schwedische Fernsehjournalistin, Hörfunkjournalistin und Schriftstellerin
- Svele, Mia (* 2001), norwegische Handballspielerin
- Svelto, Orazio (* 1936), italienischer Physiker

#### Sven
- Sven, König der Svear
- Sven Alfivason († 1036), Jarl in Norwegen
- Sven der Kreuzfahrer († 1097), dänischer Prinz und Kreuzfahrer
- Sven Estridsson († 1076), König von DänemarkSven Estridsson († 1076)

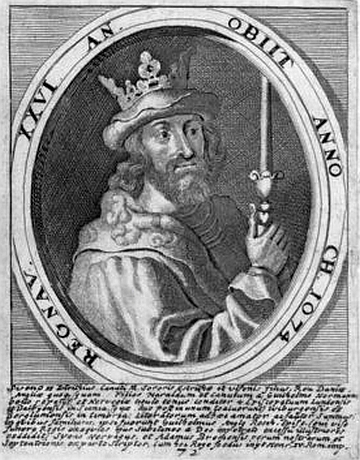
Sven Estridsson († 1076)

- Sven Gabelbart († 1014), König von Dänemark, England und NorwegenSven Gabelbart († 1014)

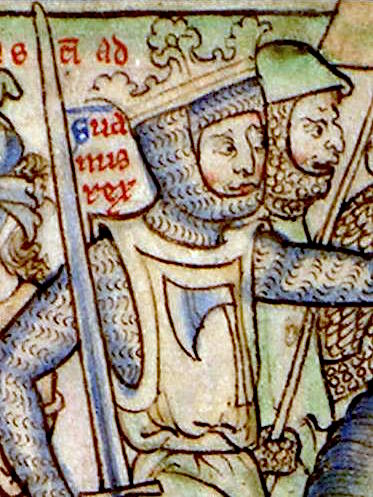
Sven Gabelbart († 1014)

- Sven III. († 1157), dänischer König
- Svenbro, Jesper (* 1944), schwedischer Lyriker und klassischer Philologe
- Svenby, Eva (* 1969), schwedische Squashspielerin
- Švenda, Natalija (* 2002), kroatische Sprinterin
- Svendén, Birgitta (* 1952), schwedische Opernsängerin der Stimmlage Mezzosopran
- Svendsberget, Marthine (* 2001), norwegische Handballspielerin
- Svendsberget, Tor (* 1947), norwegischer Biathlet
- Svendsen, Anna (* 1990), norwegische Skilangläuferin
- Svendsen, Annemette (1928–2013), dänische Schauspielerin
- Svendsen, Bodil (* 1916), dänische Kanutin
- Svendsen, Bud (1915–1996), US-amerikanischer American-Football-Spieler und -Trainer
- Svendsen, Christian (1890–1959), dänischer Turner
- Svendsen, Christian Meaas (* 1988), norwegischer Jazzmusiker (Bass, Komposition)
- Svendsen, Elga (1906–1992), dänische Schauspielerin
- Svendsen, Elvi (1920–2013), dänische Schwimmerin
- Svendsen, Emil Hegle (* 1985), norwegischer Biathlet
- Svendsen, Erik Norman (* 1941), dänischer Geistlicher
- Svendsen, George (1913–1995), US-amerikanischer American-Football-Spieler und Basketballspieler
- Svendsen, Harry (1895–1960), norwegischer Schwimmer
- Svendsen, Jan (1861–1928), grönländischer Katechet und Landesrat
- Svendsen, Jan (* 1948), US-amerikanische Kugelstoßerin und Diskuswerferin
- Svendsen, Johan (1840–1911), norwegischer KomponistJohan Svendsen (1840–1911)

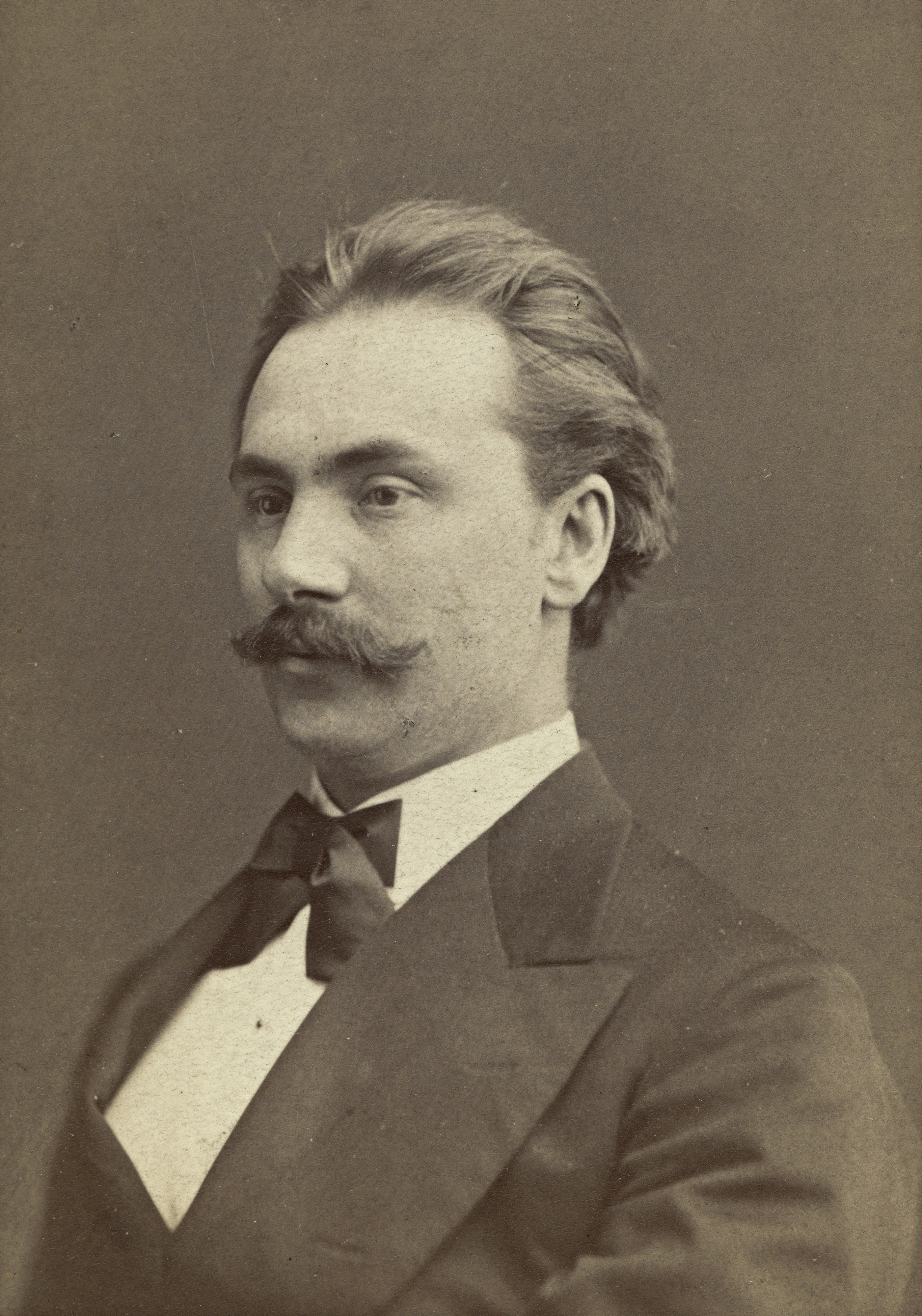
Johan Svendsen (1840–1911)

- Svendsen, Johanne (* 2004), dänische Tennisspielerin
- Svendsen, Jon (1953–2024), US-amerikanischer Wasserballspieler
- Svendsen, Jytte (* 1938), dänische Schauspielerin
- Svendsen, Kim Gunnar (* 1955), dänischer Radrennfahrer
- Svendsen, Lars (1926–1975), grönländischer Gewerkschafter, Sportfunktionär und Musiker
- Svendsen, Lars Fredrik H. (* 1970), norwegischer Philosoph und Professor an der Universität Bergen
- Svendsen, Nicolai Thomsen (1873–1966), schleswigscher Redakteur und Grenzpolitiker
- Svendsen, Ole (* 1907), grönländischer Landesrat
- Svendsen, Olga (1883–1942), dänische Schauspielerin
- Svendsen, Oliver (* 2004), dänischer Fußballspieler
- Svendsen, Oliver (* 2004), dänischer Motorradrennfahrer
- Svendsen, Oskar (* 1994), norwegischer StraßenradrennfahrerOskar Svendsen (* 1994)

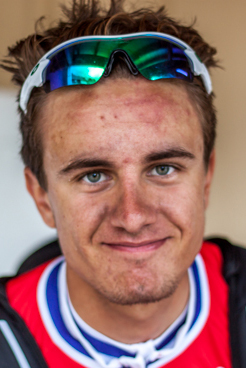
Oskar Svendsen (* 1994)

- Svendsen, Poul (1927–2024), dänischer Ruderer
- Svendsen, Sander (* 1997), norwegischer Fußballspieler
- Svendsen, Sara (* 1980), norwegische Skilangläuferin
- Svendsen, Silje Katrine (* 1990), norwegische Handballspielerin
- Svendsen, Susanne (* 1979), dänische Triathletin
- Svendsen, Victor (* 1995), dänischer Badmintonspieler
- Svendsen, Vivi (1906–1974), dänische Schauspielerin
- Svendsen-Cook, Rupert (* 1990), britischer Automobilrennfahrer
- Svenjeby, Anna (* 1962), schwedische Fußballspielerin
- Švenk, Karel (1917–1945), tschechischer Bühnenkomiker und Kabarettist
- Svenlin, Catarina (* 1965), finnische Volleyball-Nationalspielerin
- Svenneby, Ola (* 1997), norwegischer Politiker
- Svennerstål, Ludwig (* 1990), schwedischer Vielseitigkeitsreiter
- Svenning, Linus (* 1990), schwedischer Sänger und Songwriter
- Svenningdal, Ina (* 1996), norwegische Schauspielerin
- Svenningsen, Jesper (* 1966), dänischer Jurist
- Svenningsen, Nils (1894–1985), dänischer Jurist und Diplomat
- Svenningson, Al, US-amerikanischer Basketballtrainer
- Svenningsson, Rasmus (* 1992), schwedischer Triathlet
- Svennung, Josef (1895–1985), schwedischer Klassischer Philologe, Sprachwissenschaftler und Skandinavist
- Svenøy, Jim (* 1972), norwegischer Leichtathlet
- Svensdotter, Gertrud (1656–1675), schwedisches Opfer der Hexenverfolgung
- Svensén, Alf (1893–1935), schwedischer Turner
- Svensgård, Carsten (* 1975), dänischer Curler
- Svensk, Sara (* 1989), schwedische Triathletin
- Svensmark, Henrik (* 1958), dänischer Physiker und KlimaforscherHenrik Svensmark (* 1958)

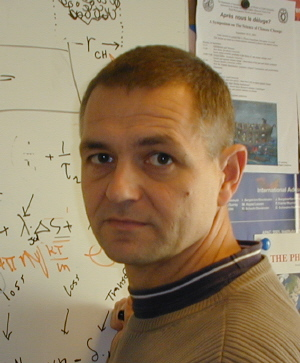
Henrik Svensmark (* 1958)

- Svensøn, deutsche DJ (elektronische Tanzmusik)
- Svenson, Alfred (1932–2017), US-amerikanischer Hauptmann und Deserteur
- Svenson, Bo (* 1941), schwedisch-US-amerikanischer Film- und Fernsehschauspieler, Regisseur, Drehbuchautor und ProduzentBo Svenson (* 1941)

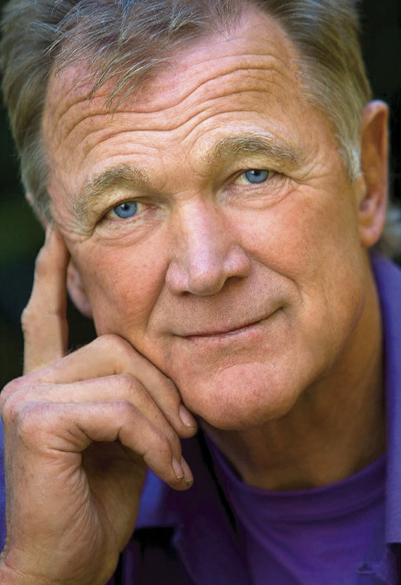
Bo Svenson (* 1941)

- Svenson, Henry Knute (1897–1986), US-amerikanischer Botaniker schwedischer Abstammung
- Svenson, Ove (1880–1976), schwedisch-dänischer Maler und Lithograph
- Svenson, Wilhelm (1885–1971), deutscher Politiker (USPD), Abgeordneter des Oldenburger Landtags
- Svenssen, Thorbjørn (1924–2011), norwegischer Fußballspieler
- Svensson, Alf (* 1938), schwedischer Politiker, Mitglied des Riksdag, MdEP und Minister
- Svensson, Alice (* 1991), schwedische Popsängerin
- Svensson, Allan (1951–2024), schwedischer Schauspieler
- Svensson, Amund, norwegischer Musiker
- Svensson, Anders (* 1976), schwedischer Fußballspieler
- Svensson, Arthur (1916–1989), schwedischer Fußball- und Bandyspieler
- Svensson, Artur (1901–1984), schwedischer Läufer
- Svensson, Åsa (* 1971), schwedische Tischtennisspielerin
- Svensson, Åsa (* 1975), schwedische Tennisspielerin
- Svensson, Bo (* 1979), dänischer FußballspielerBo Svensson (* 1979)

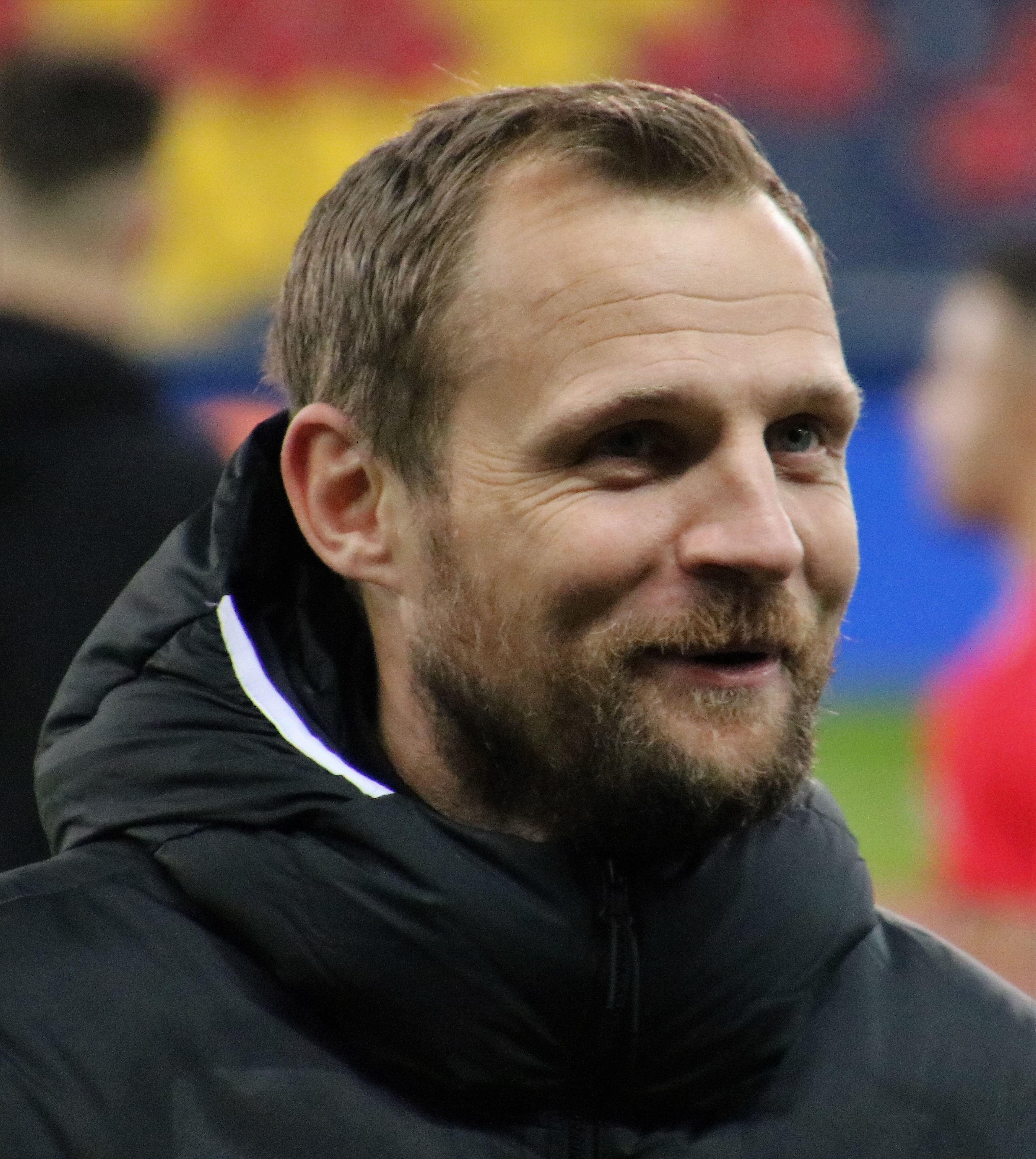
Bo Svensson (* 1979)

- Svensson, Camilla (* 1969), schwedische Fußballspielerin
- Svensson, Carl (1879–1956), schwedischer Tauzieher und Gewichtheber
- Svensson, Catharina (* 1982), dänisch-schwedisches Model und Anwältin
- Svensson, Claes (* 1955), schwedischer Radrennfahrer
- Svensson, Daniel (* 1977), schwedischer Schlagzeuger
- Svensson, Daniel (* 1982), dänischer Handballspieler
- Svensson, Daniel (* 2002), schwedischer Fußballspieler
- Svensson, Dennis (* 1996), deutscher Schauspieler
- Svensson, Doris (1947–2023), schwedische Sängerin
- Svensson, Egon (1913–1995), schwedischer Ringer
- Svensson, Ellenor (* 1971), schwedische Schwimmerin
- Svensson, Eric (1903–1986), schwedischer Drei- und Weitspringer
- Svensson, Erik Ragnar (1910–1973), schwedischer Botaniker
- Svensson, Esbjörn (1964–2008), schwedischer Jazz-Pianist und KomponistEsbjörn Svensson (1964–2008)

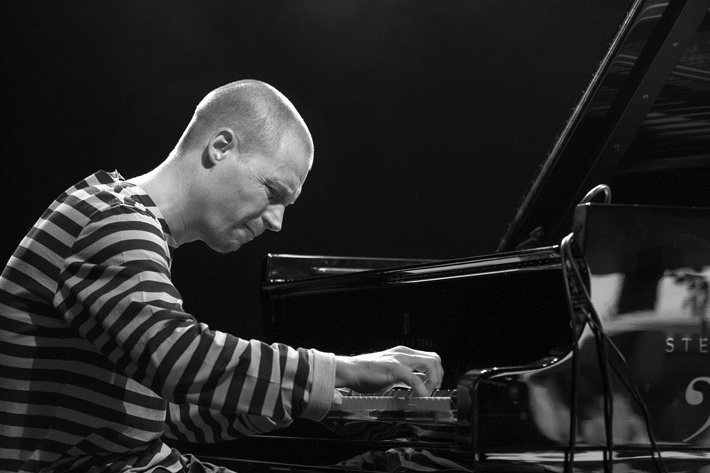
Esbjörn Svensson (1964–2008)

- Svensson, Eva (* 1987), schwedische Skilangläuferin
- Svensson, Eva-Britt (* 1946), schwedische Politikerin (Vänsterpartiet), MdEP
- Svensson, Ewan, schwedischer Jazzmusiker
- Svensson, Felix (* 1997), schwedisch-Schweizer Sprinter
- Svensson, Frida (* 1981), schwedische Ruderin
- Svensson, Fritjof (1896–1961), schwedischer Ringer
- Svensson, Gösta (1929–2018), schwedischer Hochspringer
- Svensson, Gottfrid (1889–1956), schwedischer Ringer
- Svensson, Gunilla (* 1966), schwedische Meteorologin und Hochschullehrerin
- Svensson, Gunnar (1920–1995), schwedischer Jazzmusiker und Komponist
- Svensson, Gustaf (1882–1950), schwedischer Segler
- Svensson, Gustaf (* 1910), schwedischer Radrennfahrer
- Svensson, Gustav (* 1987), schwedischer Fußballspieler
- Svensson, Håkan (* 1970), schwedischer Fußballtorhüter
- Svensson, Hans (* 1955), schwedischer Ruderer
- Svensson, Henning (1891–1979), schwedischer Fußballspieler
- Svensson, Holger (* 1945), deutscher Bauingenieur
- Svensson, Ingvar (1919–2011), schwedischer Insektenforscher und Forstingenieur
- Svensson, Ingvar (* 1944), schwedischer Politiker (KD), Mitglied des Riksdag
- Svensson, Ivar (1893–1934), schwedischer Fußballspieler
- Svensson, Jan (* 1956), schwedischer Fußballspieler
- Svensson, Jesper (* 1990), schwedischer Triathlet
- Svensson, Jonas (* 1966), schwedischer Tennisspieler
- Svensson, Jonas (* 1993), norwegischer Fußballspieler
- Svensson, Jonathan (* 1998), schwedischer Handballspieler
- Svensson, Kalle (1925–2000), schwedischer Fußballspieler
- Svensson, Kamma (1908–1988), deutsch-dänische Malerin
- Svensson, Karl (* 1984), schwedischer Fußballspieler
- Svensson, Karl-Erik (1891–1978), schwedischer Turner
- Svensson, Karl-Johan (1887–1964), schwedischer Turner
- Svensson, Kjell (* 1938), schwedischer Eishockeytorwart
- Svensson, Klara (* 1987), schwedische Boxerin
- Svensson, Kristian (* 1981), schwedischer Handballspieler und -trainer
- Svensson, Kurt (1927–2016), schwedischer Fußballspieler
- Svensson, Lalle (1938–1990), schwedischer Jazzmusiker (Trompete, Piano, auch Gesang, Ventilposaune)
- Svensson, Lars (1926–1999), schwedischer Eishockeytorwart
- Svensson, Lars (* 1941), schwedischer Ornithologe, Grafikdesigner und Autor
- Svensson, Lars E. O. (* 1947), schwedischer Ökonom
- Svensson, Lasse (* 1971), schwedischer evangelischer Pastor
- Svensson, Madelein (* 1969), schwedische Leichtathletin
- Svensson, Magnus (* 1963), schwedischer Eishockeyspieler
- Svensson, Magnus (* 1969), schwedischer Fußballspieler
- Svensson, Malcolm (1885–1961), schwedischer Hammerwerfer
- Svensson, Marcus (* 1990), schwedischer Sportschütze
- Svensson, Marie (* 1967), schwedische Tischtennisspielerin
- Svensson, Marte Juuhl (* 2001), norwegische Handballspielerin
- Svensson, Mathias (* 1974), schwedischer Fußballspieler
- Svensson, Michael (* 1975), schwedischer Fußballspieler
- Svensson, Ola (* 1964), schwedischer Fußballspieler
- Svensson, Oskar (* 1995), schwedischer Skilangläufer
- Svensson, Pål (* 1950), schwedischer Bildhauer
- Svensson, Palle (* 1944), dänischer Politikwissenschaftler und Hochschullehrer
- Svensson, Pelle (* 1970), schwedischer Eishockeyspieler, -trainer und -funktionär
- Svensson, Per (1943–2020), schwedischer Ringer und Rechtsanwalt
- Svensson, Peter (1961–2021), österreichischer Opern- und Konzertsänger (Tenor)
- Svensson, Ragnar (1882–1959), schwedischer Segler und Architekt
- Svensson, Ragnar (* 1934), schwedischer Ringer
- Svensson, Reinhold (1919–1968), schwedischer Jazzpianist (auch Orgel)
- Svensson, Robert (* 1983), schwedischer Tischtennisspieler
- Svensson, Rolf (* 1935), schwedischer Bogenschütze
- Svensson, Ruben (* 1953), schwedischer Fußballspieler
- Svensson, Rudolf (1899–1978), schwedischer Ringer
- Svensson, Staffan (* 1963), schwedischer Jazzmusiker (Trompete)
- Svensson, Sven-Ove (1922–1986), schwedischer Fußballspieler
- Svensson, Tina (* 1966), norwegische Fußballspielerin
- Svensson, Tomas (* 1968), schwedischer Handballspieler und -trainerTomas Svensson (* 1968)

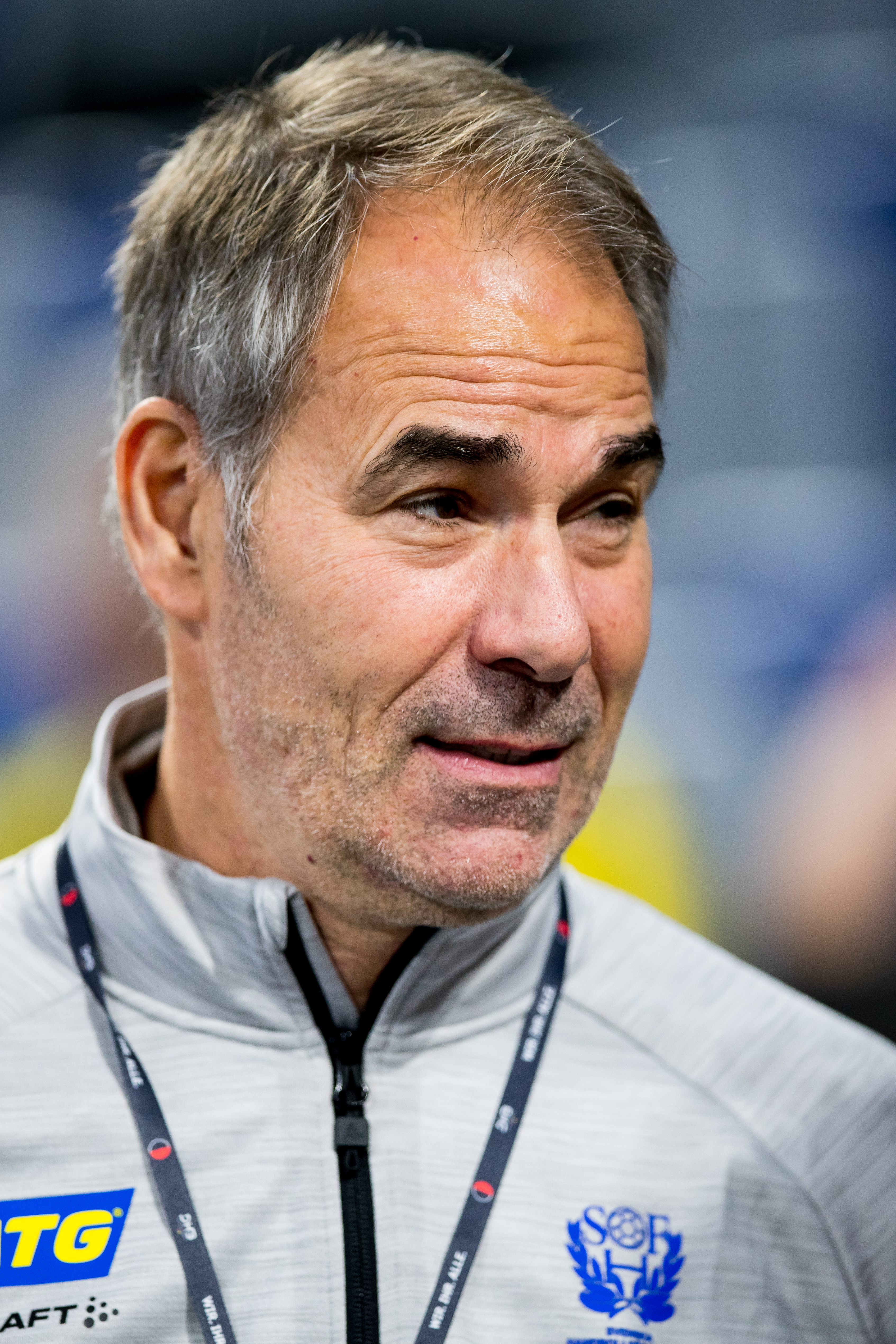
Tomas Svensson (* 1968)

- Svensson, Tommy (* 1945), schwedischer Fußballspieler und Trainer
- Svensson, Tore (1927–2002), schwedischer Fußballtorhüter
- Svensson, Torsten (1901–1954), schwedischer Fußballspieler
- Svensson, Uno (1929–2012), schwedischer Künstler
- Švento, Dušan (* 1985), slowakischer Fußballspieler
- Svenungsson, Jan (* 1961), schwedischer Künstler, Autor und Essayist
- Svenungsson, Jayne (* 1973), schwedische Theologin und Autorin
- Svenwall, Nils (1918–2005), schwedischer Filmarchitekt

#### Sver
- Svěrák, Jan (* 1965), tschechischer Filmregisseur, Schauspieler und Drehbuchautor
- Šverák, Vladimír (* 1959), tschechischer Mathematiker
- Svěrák, Zdeněk (* 1936), tschechischer Schauspieler, Dramatiker und Drehbuchautor
- Sverčkovs, Aleksandris (* 1990), lettischer Biathlet
- Sverdrup, Erling (1917–1994), norwegischer Statistiker und Versicherungsmathematiker
- Sverdrup, Georg (1770–1850), norwegischer Philologe, Philosoph und Politiker, Mitglied des Storting
- Sverdrup, Harald Ulrik (1888–1957), norwegischer Ozeanograph
- Sverdrup, Johan (1816–1892), norwegischer Politiker (Venstre), Mitglied des Storting und Ministerpräsident
- Sverdrup, Jørgen (1732–1810), norwegischer Missionar in Grönland, Propst und Pastor
- Sverdrup, Otto (1854–1930), norwegischer Seefahrer und PolarforscherOtto Sverdrup (1854–1930)
- Sverker I., König von Schweden

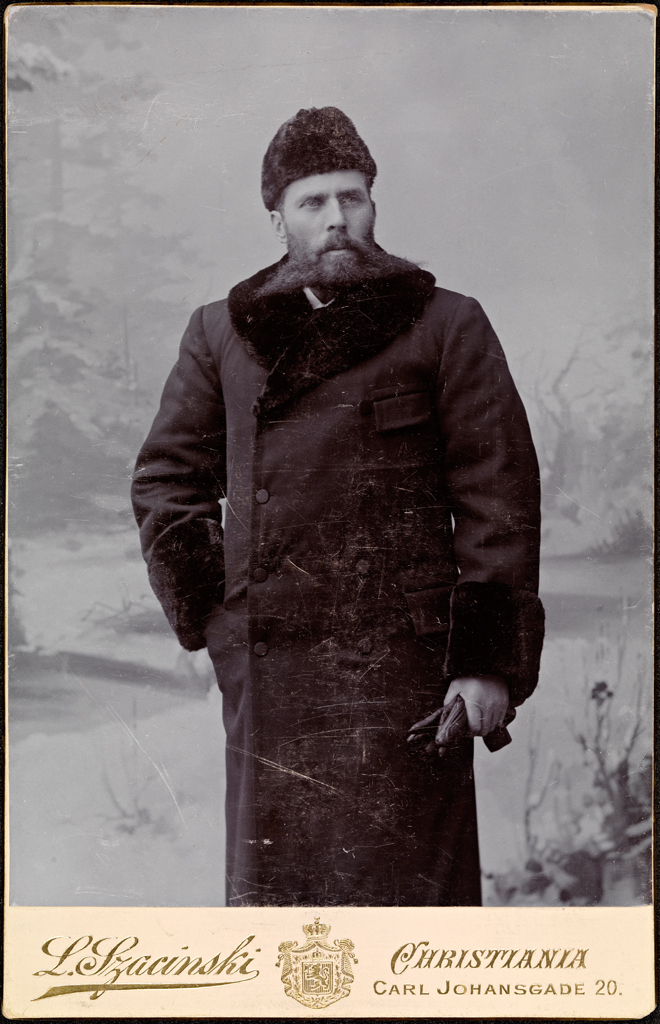
Otto Sverdrup (1854–1930)

- Sverker II. († 1210), König von Schweden
- Šverko, Marin (* 1998), kroatisch-deutscher Fußballspieler
- Svěrkoš, Václav (* 1983), tschechischer Fußballspieler
- Šverma, Jan (1901–1944), tschechischer Politiker
- Sverner, Lily (1934–2016), jüdische belgisch-brasilianische Fotografin
- Sverre († 1202), norwegischer König
- Sverre Andreas Jakobsson (* 1977), isländischer Handballspieler
- Sverre Magnus von Norwegen (* 2005), norwegischer Adeliger, Prinz von NorwegenSverre Magnus von Norwegen (* 2005)

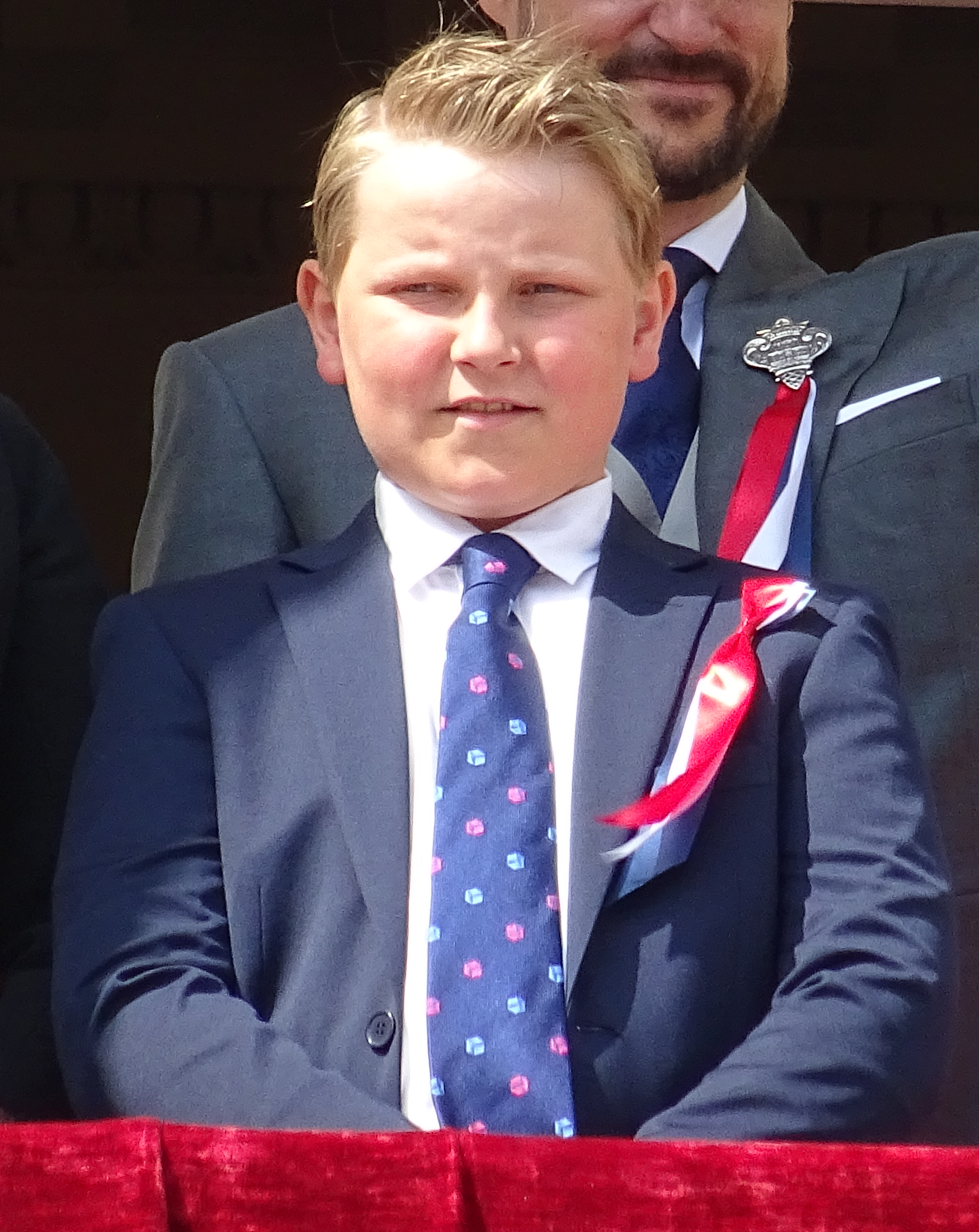
Sverre Magnus von Norwegen (* 2005)

- Sverrir Guðnason (* 1978), isländisch-schwedischer Schauspieler
- Sverrir Ingi Ingason (* 1993), isländischer Fußballspieler
- Švērs, Dāvids (1911–1942), lettischer Fußballspieler

#### Sves
- Švestka, Oldřich (1922–1983), tschechoslowakischer kommunistischer Politiker

#### Svet
- Svet, Mateja (* 1968), jugoslawische Skirennläuferin
- Svet, Vladimir (* 1992), estnischer Politiker
- Svete, Lalita (* 1996), österreichische Violinistin
- Svetel, Ana (* 1990), slowenische Schriftstellerin, Kulturanthropologin und Ethnologin
- Svetik, Maja (* 1996), slowenische Handballspielerin
- Svetina, Peter (* 1970), slowenischer Literaturwissenschaftler, Schriftsteller und Übersetzer
- Světlá, Karolína (1830–1899), tschechische Schriftstellerin
- Svetlana, Sängerin beim Eurovision Song Contest
- Svetlin, Wilhelm (1849–1914), österreichischer Mediziner und Psychiater
- Svetlova, Ksenia (* 1977), russisch-israelische Journalistin und Politikerin der Awoda
- Švets, Mark (* 1976), estnischer Fußballspieler
- Svetulevičius, Arvydas (* 1951), litauischer Politiker
- Svetushkin, Dmitry (1980–2020), moldauischer Schachspieler

#### Sveu
- Sveum, Dennis, US-amerikanischer Eiskunstläufer

#### Svev
- Svevo, Italo (1861–1928), italienischer SchriftstellerItalo Svevo (1861–1928)

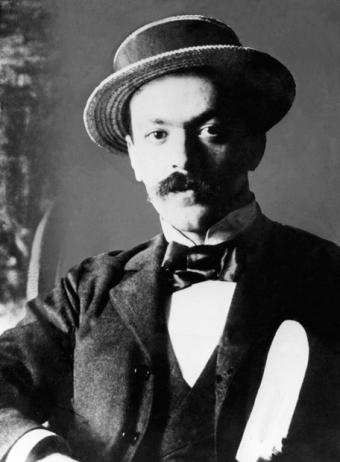
Italo Svevo (1861–1928)

### Svi
- Sviatchenko, Erik (* 1991), dänischer Fußballspieler
- Svidels, Moiše (1918–1941), lettischer Fußballtorhüter
- Sviderskis, Antanas (* 1946), litauischer Manager, ehemaliger sowjetlitauischer Politiker, Vizeminister der Landwirtschaft
- Sviderskis, Jonas (* 1950), litauischer Manager, ehemaliger Politiker, Vizeminister, Stellvertreter des Justizministers Litauens
- Svigals, Alicia (* 1963), US-amerikanische Geigerin und Komponistin
- Švigir, Krešimir (* 1979), kroatischer Eishockeyspieler
- Švíglerová, Eva (* 1971), tschechische Tennisspielerin
- Šviha, Karel (1877–1937), tschechischer Politiker und Rechtswissenschafter
- Svihalek, Friedrich (* 1958), österreichischer Politiker (SPÖ), Wiener Stadtrat, Abgeordneter zum Nationalrat
- Svihalek, Karl (1921–1978), deutscher Gewerkschafter und Politiker (SED), MdV
- Švihovský, Půta († 1504), tschechischer Adeliger, Richter und Hauptmann
- Švikruhová, Eliška (* 1986), slowakische Biathletin
- Svilanović, Goran (* 1963), serbischer Politiker und ehemaliger Außenminister der Bundesrepublik Jugoslawien
- Svilar, Mile (* 1999), serbisch-belgischer Fußballspieler
- Svilar, Zoran (* 1976), serbischer Poolbillardspieler
- Svilarov, Jacqueline (* 1975), deutsche Schauspielerin
- Švilpaitė, Laura (* 1994), litauische Turnerin
- Svindal, Aksel Lund (* 1982), norwegischer SkirennläuferAksel Lund Svindal (* 1982)

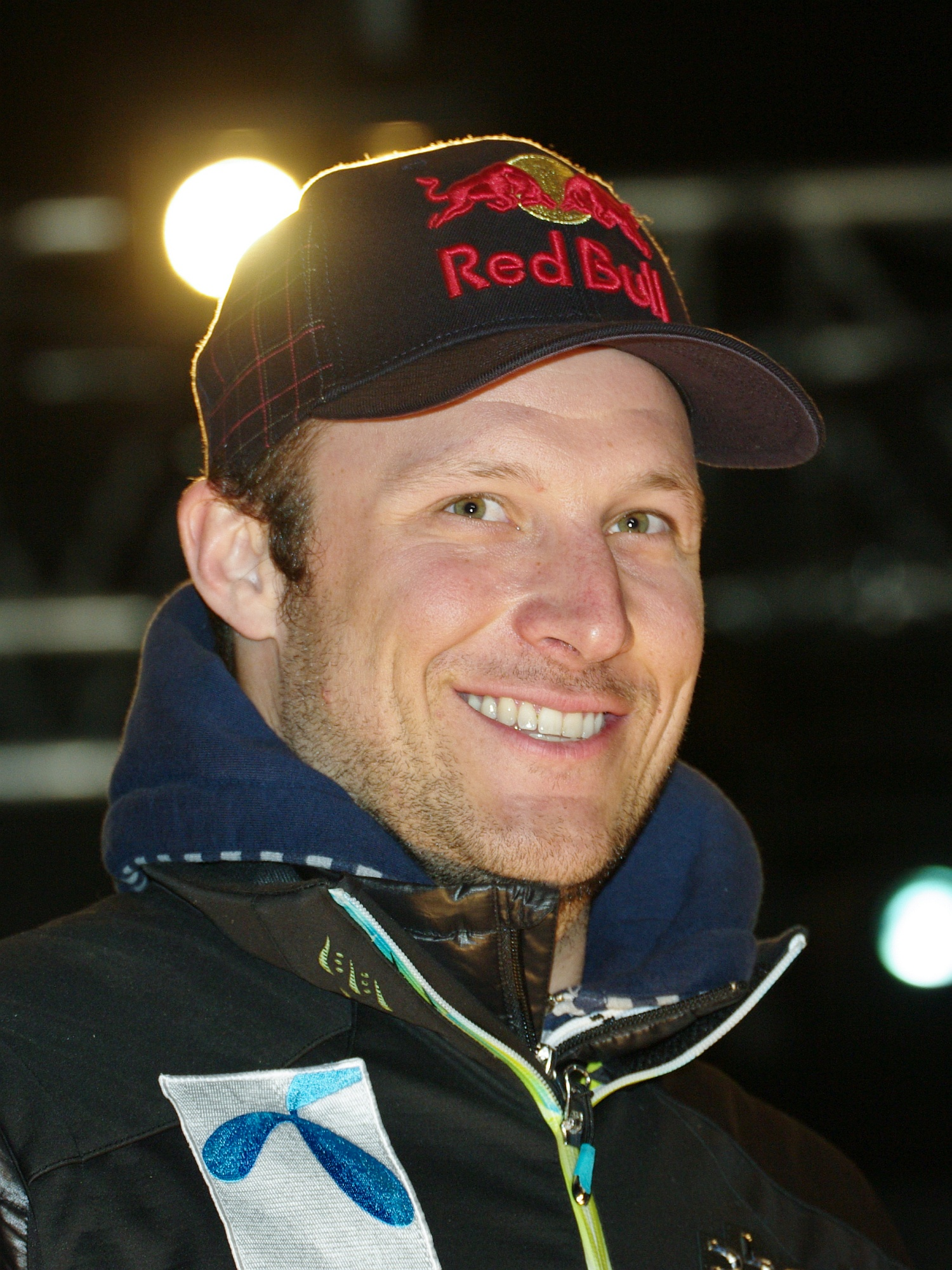
Aksel Lund Svindal (* 1982)

- Svineng, Kirsten (1891–1980), norwegische Widerstandskämpferin
- Svingstedt, Karin (* 1964), schwedische Skilangläuferin
- Svinhufvud, Pehr Evind (1861–1944), finnischer Politiker, Mitglied des Reichstags und Präsident (1931–1937)
- Svinjarević, Slavko (1935–2006), jugoslawischer Fußballspieler und -trainer
- Svínoyar-Bjarni, Großbauer zur Wikingerzeit
- Svirezhev, Yuri (1938–2007), russischer Physiker und Ökologe
- Sviridenko, Georgi (* 1962), belarussischer Handballspieler und Handballtrainer
- Sviridov, Evgeny (* 1989), russischer Violinist
- Svis, Iris, russisch-polnisch-slowakische Schauspielerin, Filmproduzentin, Filmregisseurin, Drehbuchautorin und Model
- Svistuņenko, Vladimirs (1903–1982), lettischer Fußballspieler
- Svit, Brina (* 1954), slowenisch-französische Schriftstellerin
- Svitanics, Johann (1890–1958), österreichischer Sozialist, Mitglied der Sozialdemokratischen Arbeiterpartei (SDAP) und Gewerkschaftsfunktionär
- Svitek, Štefan (* 1966), slowakischer Basketballspieler
- Svitek, Štefan (* 1977), slowakischer Basketballspieler
- Svítil, Franz (1805–1873), böhmischer Orgelbauer
- Svitko, Štefan (* 1982), slowakischer Motorradrennfahrer
- Svitková, Kateřina (* 1996), tschechische Fußballspielerin
- Svitlica, Aleksandar (* 1982), montenegrinischer Handballspieler
- Svitlica, Stanko (* 1976), serbischer Fußballspieler
- Švitra, Antanas (* 1936), litauischer Politiker
- Švitra, Donatas (1946–2019), litauischer Mathematiker, Hochschullehrer und Politiker
- Švitrigaila († 1452), litauischer Großfürst

### Svo
- Švob, Melita (* 1931), kroatische Biologin und Wissenschaftlerin
- Švob, Tvrtko (1917–2008), jugoslawischer bzw. kroatischer Biologe
- Svoboda, Adam (1978–2019), tschechischer Eishockeytorwart
- Svoboda, Antonín (1907–1980), tschechischer Computerpionier
- Svoboda, Antonin (* 1969), österreichischer Filmregisseur und Produzent
- Svoboda, Antonín (* 2002), tschechischer Fußballspieler
- Svoboda, Bohuslav (* 1944), tschechischer Arzt und Politiker, Oberbürgermeister von PragBohuslav Svoboda (* 1944)

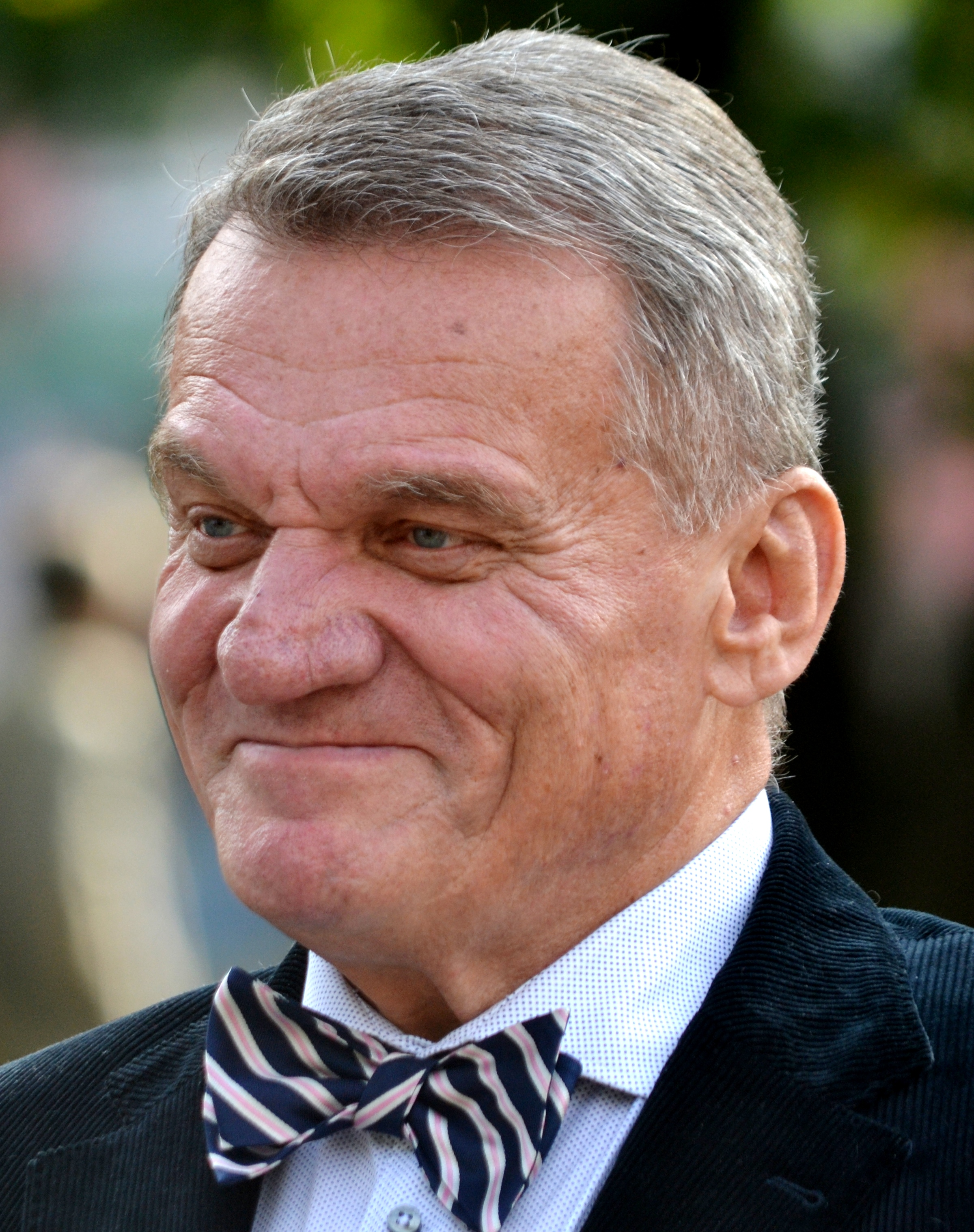
Bohuslav Svoboda (* 1944)

- Svoboda, Christoph (* 1990), österreichischer Handballspieler
- Svoboda, Coelestin (1893–1943), deutscher römisch-katholischer Geistlicher, Prämonstratenser und Opfer des Nationalsozialismus
- Svoboda, Cyril (* 1956), tschechischer Politiker
- Svoboda, David (* 1975), tschechischer Bildhauer
- Svoboda, David (* 1985), tschechischer Moderner Fünfkämpfer
- Svoboda, František (1905–1948), tschechischer Fußballspieler
- Svoboda, Jakub (* 1989), tschechischer Eishockeyspieler
- Svoboda, Jindřich (* 1952), tschechischer Fußballspieler
- Svoboda, Josef (1920–2002), tschechischer Bühnenbildner
- Svoboda, Karel (1938–2007), tschechischer SchlagerkomponistKarel Svoboda (1938–2007)

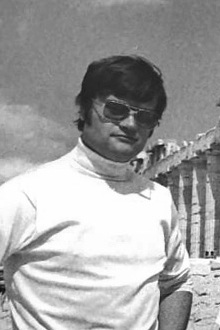
Karel Svoboda (1938–2007)

- Svoboda, Květoslav (* 1982), tschechischer Freistilschwimmer
- Svoboda, Ludvík (1895–1979), tschechoslowakischer General und Präsident der ČSSR (1968–1975)
- Svoboda, Martin S. (1907–1992), deutscher Fernsehjournalist
- Svoboda, Michael (* 1998), österreichischer Fußballspieler
- Svoboda, Michal (* 1978), tschechischer Badmintonspieler
- Svoboda, Mike (* 1960), US-amerikanischer Komponist und Posaunist
- Svoboda, Milan (* 1951), tschechischer Jazzmusiker
- Svoboda, Oldřich (* 1967), tschechischer Eishockeytorwart
- Svoboda, Pavel (* 1962), tschechischer Politiker
- Svoboda, Pavel (* 1987), tschechischer Organist
- Svoboda, Petr (* 1966), tschechischer Eishockeyspieler und -funktionär
- Svoboda, Petr (* 1984), tschechischer Hürdenläufer
- Svoboda, Petr (* 2002), tschechischer Motorradrennfahrer
- Svoboda, Radek (* 1968), tschechischer Badmintonspieler
- Svoboda, Radoslav (* 1957), tschechischer Eishockeyspieler und -trainer
- Svoboda, Sandor Alexander (1826–1896), Maler und Fotograf ungarisch-armenischer Abstammung
- Svoboda, Stanislav (1930–1967), tschechoslowakischer Radrennfahrer
- Svoboda, Vojtěch (* 1995), tschechischer Sprinter
- Svoboda, Wilhelm (* 1953), österreichischer Politikwissenschaftler und Publizist
- Svoboda, Zdeněk (* 1972), tschechischer Fußballspieler
- Svobodníková, Ivona (* 1991), tschechische Volleyballspielerin
- Svobodová, Eva (1907–1992), tschechische Schauspielerin
- Svobodová, Gabriela (* 1953), tschechoslowakische Skilangläuferin
- Svobodova, Martina (* 1983), slowakische Inline-Skaterin
- Svobodová, Růžena (1868–1920), tschechische Schriftstellerin
- Svojanovský, Oldřich (* 1946), tschechoslowakischer Ruderer
- Svojanovský, Pavel (1943–2024), tschechoslowakischer Ruderer
- Svojtka, Petr (1946–1982), tschechoslowakischer Schauspieler
- Svolikova, Miroslava (* 1986), österreichische Autorin, Dramatikerin und bildende Künstlerin
- Svolinský, Karel (1896–1986), tschechischer Maler, Graphiker und Illustrator
- Svolos, Alexandros (1892–1956), griechischer Rechtswissenschaftler, Politiker und Ministerpräsident
- Svolou, Maria († 1976), griechische Frauenrechtlerin und Politikerin
- Svorada, Ján (* 1945), tschechoslowakischer Radrennfahrer
- Svorada, Ján (* 1968), tschechischer Radrennfahrer
- Švorcová, Jiřina (1928–2011), tschechoslowakische Schauspielerin
- Svoronos, Ioannis N. (1863–1922), griechischer Numismatiker
- Svozil, Ladislav (* 1958), tschechischer Eishockeyspieler und -trainer
- Svozilová, Markéta (* 2002), tschechische Beachvolleyballspielerin

### Svr
- Svraka, Muamer (* 1988), bosnisch-herzegowinischer Fußballspieler
- Švrakić, Zijad (* 1960), jugoslawischer Fußballspieler und -trainer
- Svrček, Martin (* 2003), slowakischer Radsportler
- Svrčina, Dalibor (* 2002), tschechischer Tennisspieler

### Svu
- Švub, Jiří (1958–2013), tschechoslowakischer Skilangläufer
- Švubová, Dagmar (* 1958), tschechoslowakische Skilangläuferin